# Diplothecta
Diplothecta es un género monotípico de lepidópteros de la familia Noctuidae.  Su única especie, Diplothecta loxomita Turner, 1908, es originaria de  Queensland, Australia.

## Sinonimia
- Corgatha loxomita
- Diplothecta digonia